# Pleurospermeae
Pleurospermeae, tribus štitarki. Sastoji se od 13 rodova čije su vrste rasprostranjene po Euroaziji. 
Tribus je opisan 2000.

## Rodovi
1. Tribus Pleurospermeae M. F. Watson & S. R. Downie
2. Grafia Rchb. (1 sp.)
3. Physospermum Cusson (2 spp.)
4. Eleutherospermum K. Koch (1 sp.)
5. Eremodaucus Bunge (1 sp.)
6. Hymenidium Lindl. (37 spp.)
7. Korshinskia Lipsky (5 spp.)
8. Aulacospermum Ledeb. (15 spp.)
9. Pleurospermum Hoffm. (8 spp.)
10. Physospermopsis H. Wolff (13 spp.)
11. Trachydium Lindl. (1 sp.)
12. Trachydium sensu auct. (8 spp.)
13. Pseudotrachydium (Kljuykov, Pimenov & V. N. Tikhom.) Pimenov & Kljuykov (6 spp.)